# 1980 في غيانا
فيما يلي قوائم الأحداث التي وقعت خلال عام 1980 في غيانا.

## سياسة

### تعيين في المنصب
- 6 أكتوبر – فوربس بورنهام رئيس غيانا.

### انتهاء فترة المنصب
- 6 أكتوبر – آرثر تشونغ رئيس غيانا.
- 6 أكتوبر – فوربس بورنهام رئيس وزراء غويانا [الإنجليزية]‏.

## مواليد

### يوليو
- 13 يوليو – ريتشارد رينولدز لاعب كرة قدم غياني.

## وفيات

### يونيو
- 13 يونيو – والتر رودني (مواليد 1942) مؤرخ وسياسي غياني.